# Sant Esteve de Vila-seca
Sant Esteve és una església catalogada com a monument al municipi de Vila-seca (Tarragonès). Edifici de traçat renaixentista i gòtic. Presenta una sola nau i capelles situades enmig dels contraforts, la capçalera és poligonal i amb volta de creueria, les capelles estan cobertes amb volta de canó. Està dedicada a Sant Esteve màrtir i al llarg del temps se li han dedicat a Vila-seca diversos goigs.
La façana de l'església és potser l'element més renaixentista. És molt senzilla, l'element més destacat és la portalada, on hi ha la porta d'accés, obra de l'arquitecte Pere Blai. La porta està emmarcada per sengles columnes jòniques sobre plints enlairats. L'arc és de mig punt, rematat per un frontó triangular. Damunt hi ha un òcul circular i sense radis. El frontispici acaba en pla, amb els angles superiors bisellats. La torre s'enlaira rectangular i s'adapta a les formes de la capella. Nombroses gàrgoles canalitzen el drenatge de les aigües de pluja.

## Història
Com que al tombar el segle XVII, a la vila es trobaven dues esglésies, una molt petita i l'altra greument afectada pels esdeveniments de 1640, els vilasecans van aprofitar per engrandir l'església variant l'orientació de l'església vella de Sant Esteve. L'ajuntament d'aquell temps, per ajudar a les despeses de les obres va procedir a l'enderroc de l'antiga església de Sant Joan Extramurs i va vendre els terrenys. La presència del rector Pere Gebellí és fonamental per a l'aparició de l'església actual. El seu nom apareixerà constantment vinculat als principals esdeveniments de l'època, en qualitat de notari i com a impulsor de les principals obres vilasecanes: l'església nova i l'abadia.